# Diecezja Antigonish
Diecezja Antigonish (łac. Diœcesis Antigonicensis) – diecezja Kościoła rzymskokatolickiego w Kanadzie. Została erygowana w 1844 jako diecezja Arichat. W 1886 nazwę zmieniono na obecną.

## Główne świątynie
- Katedra: Katedra św. Niniana w Antigonish

## Biskupi diecezjalni
- William Fraser (Frazer) (1844–1851)
- Colin Francis MacKinnon (1851–1877)
- John Cameron (1877–1910)
- James Morrison (1912–1950)
- John Roderick MacDonald (1950–1959)
- William Edward Power (1960–1986)
- Colin Campbell (1986–2002)
- Raymond Lahey (2003–2009)
- Brian Dunn (2009–2019)
- Wayne Kirkpatrick (od 2019)